# Bandera de Matadepera
La bandera oficial de Matadepera té la següent descripció:
Bandera apaïsada de proporcions dos d'alt per tres de llarg, vermella amb tres creus plenes sobreposades, blanca, vermella i blanca, de braços respectivament, 4/12, 3/12 i 2/12 de l'alçària del drap.

## Història
Va ser aprovada el 29 de juny de 1992 i publicada en el DOGC el 13 de juliol del mateix any amb el número 1618.